# Stenamma andersoni
Stenamma andersoni (лат.) — вид мелких муравьёв рода Stenamma из подсемейства Myrmicinae (Formicidae). Северная Америка: южная Мексика.

## Описание
Мелкие муравьи, длина около 3 мм. Общая окраска тела от коричневого до красновато-коричневого цвета, ноги и усики более светлые — желтовато-коричневые. Длина головы рабочего (HL) 0,60—0,63 мм (ширина головы, HW — 0,50—0,55 мм). Длина скапуса усиков рабочего (SL) — 0,49—0,52 мм. Головной индекс (CI=HW/HL × 100) — 85—88, Индекс скапуса (SI=SL/HW × 100.) — 95—98. Усики 12-члениковые (булава из 4 сегментов). Глаза мелкие (до 10 омматидиев в самой широкой линии) расположены в переднебоковых частях головы. Жвалы с 6 зубцами (из них 4 апикальных). Клипеус в передней части с 2—4 мелкими тупыми выступами — зубцами. Стебелёк между грудкой и брюшком состоит из двух сегментов (петиоль + постпетиоль). Встречаются в тропических облачных лесах на высотах около 900 м. Вид Stenamma andersoni близок к видам Stenamma connectum, Stenamma crypticum, Stenamma huachucanum, Stenamma maximon, но отличается гладкими головой и пронотумом и формой переднегруди. Вид был впервые описан в 2013 году американским мирмекологом Майклом Бранштеттером (Michael G. Branstetter; Department of Entomology, Калифорнийский университет в Дэвисе и Национальный музей естественной истории, Смитсоновский институт, Вашингтон, DC, США) и назван в честь Р. Андерсона (R. S. Anderson), собравшего типовую серию.